# 南口街道
南口街道，曾经是中华人民共和国新疆维吾尔自治区阿拉尔市下辖的一个乡镇级行政单位。
根据中华人民共和国国家统计局统计用区划代码和城乡划分代码数据显示，2019年，南口街道撤销，下属社区并入塔南镇。

## 行政区划
南口街道曾经下辖以下地区：
青年路社区、台州新村社区、文明路社区。